# Sachigo Lake Airport
Sachigo Lake Airport är en flygplats i Kanada.   Den ligger i provinsen Ontario, i den sydöstra delen av landet, 1 500 km nordväst om huvudstaden Ottawa. Sachigo Lake Airport ligger 264 meter över havet.
Terrängen runt Sachigo Lake Airport är platt. Runt Sachigo Lake Airport är det mycket glesbefolkat, med 3 invånare per kvadratkilometer..